# Am Stadtpark 53 (München)

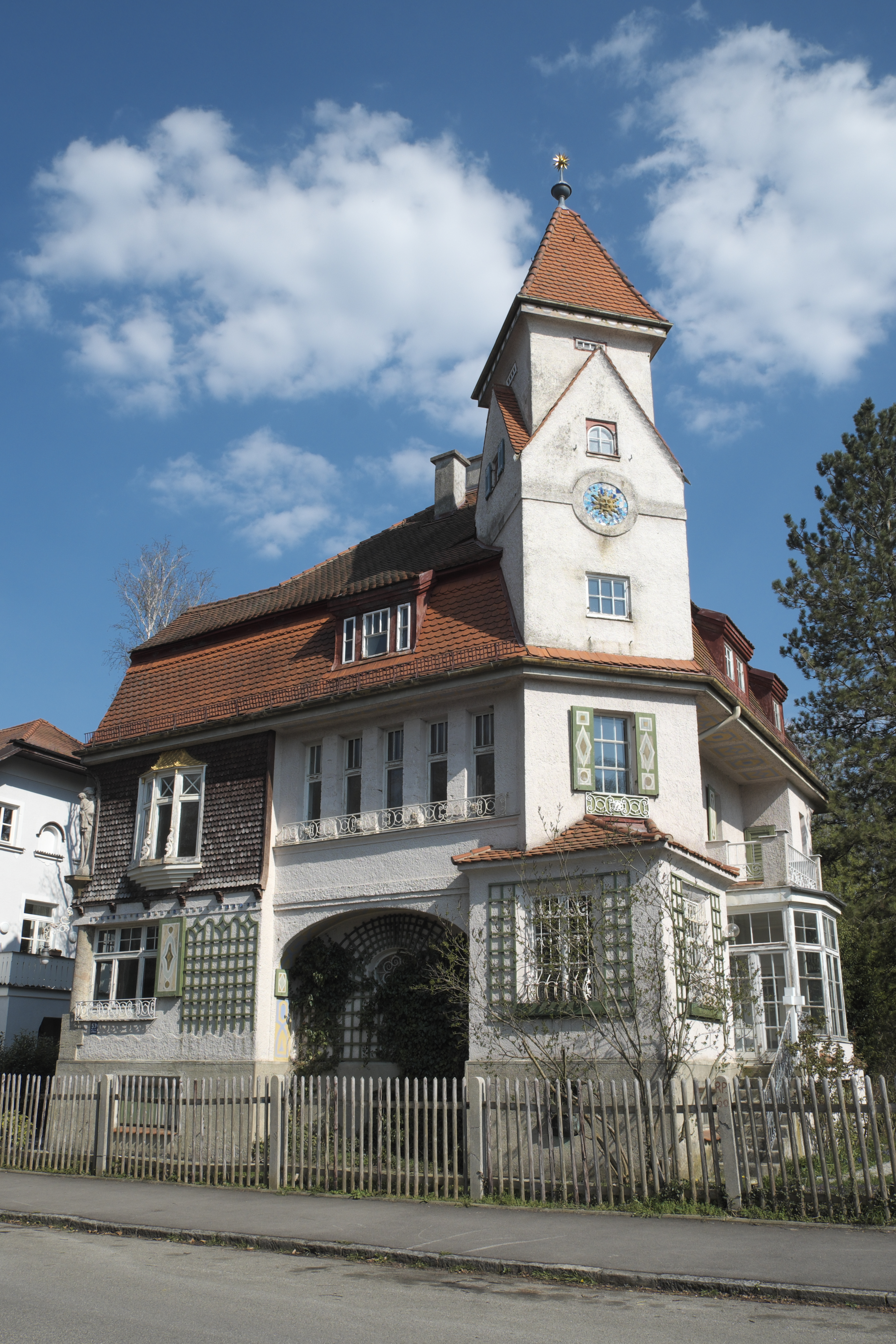
Haus Am Stadtpark 53 im Stadtteil Pasing von München (2020)

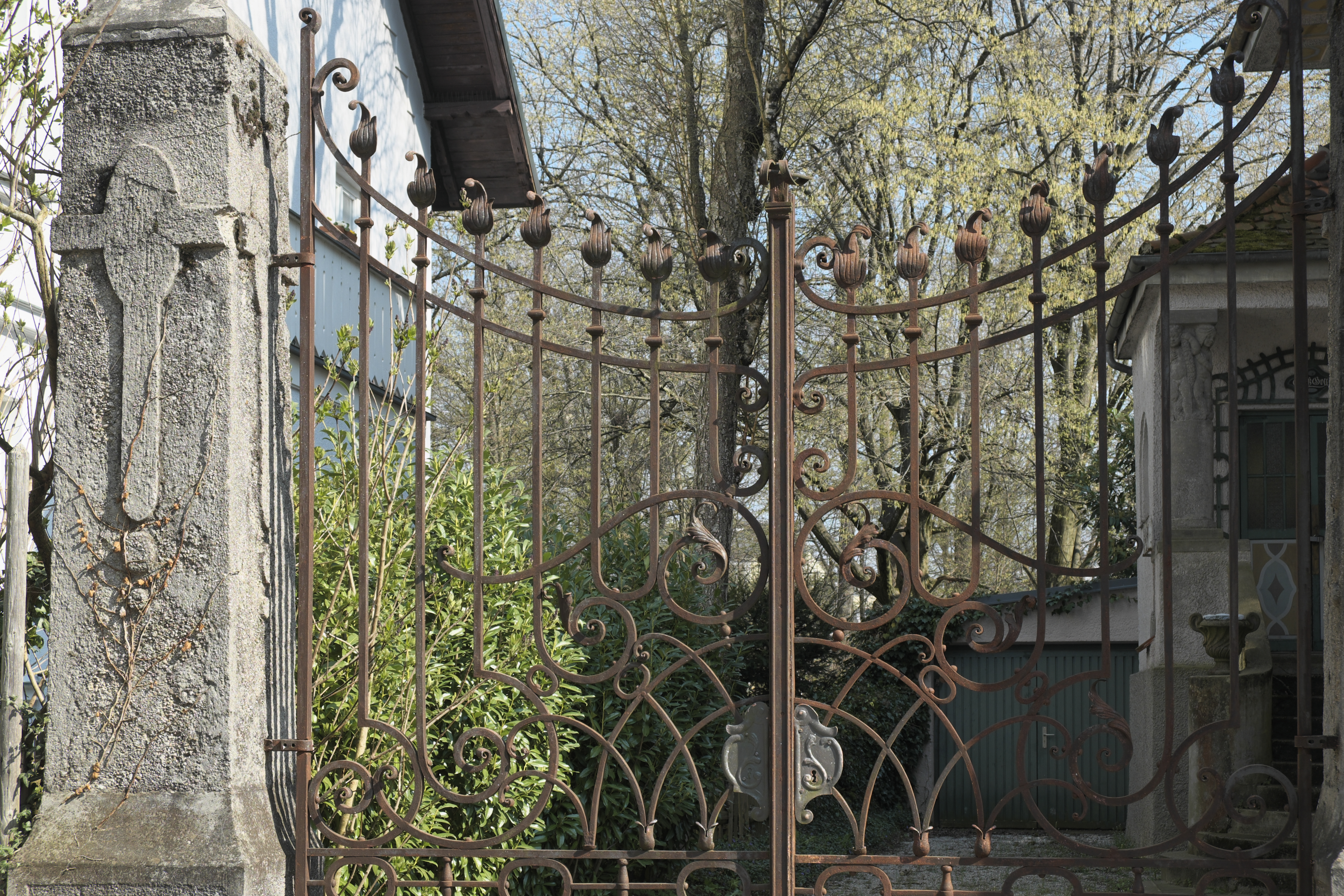
Eisentor

Das Gebäude Am Stadtpark 53 im Stadtteil Pasing der bayerischen Landeshauptstadt München wurde 1909 errichtet. Die Villa im historisierenden Jugendstil ist ein geschütztes Baudenkmal.
Das Haus wurde nach Plänen des Architekten Josef Schormüller erbaut. Die Villa mit übereck gestelltem Turm hat noch viele seiner dekorativen Details erhalten: Madonnenfigur, Fenstererker, Spaliere, Verschindelung, Bemalung und Pfeilerportal.
Die Villa wird seit Jahren nicht mehr bewohnt und steht zum Verkauf.